# Транспорт Дніпра
Трáнспорт Дніпрá — міська транспортна мережа, що охоплює міські тролейбуси, трамваї, автобуси, маршрутні таксі, метрополітен, канатну дорогу, приміські й міжміські автобуси, залізничний, річковий та повітряний транспорт.

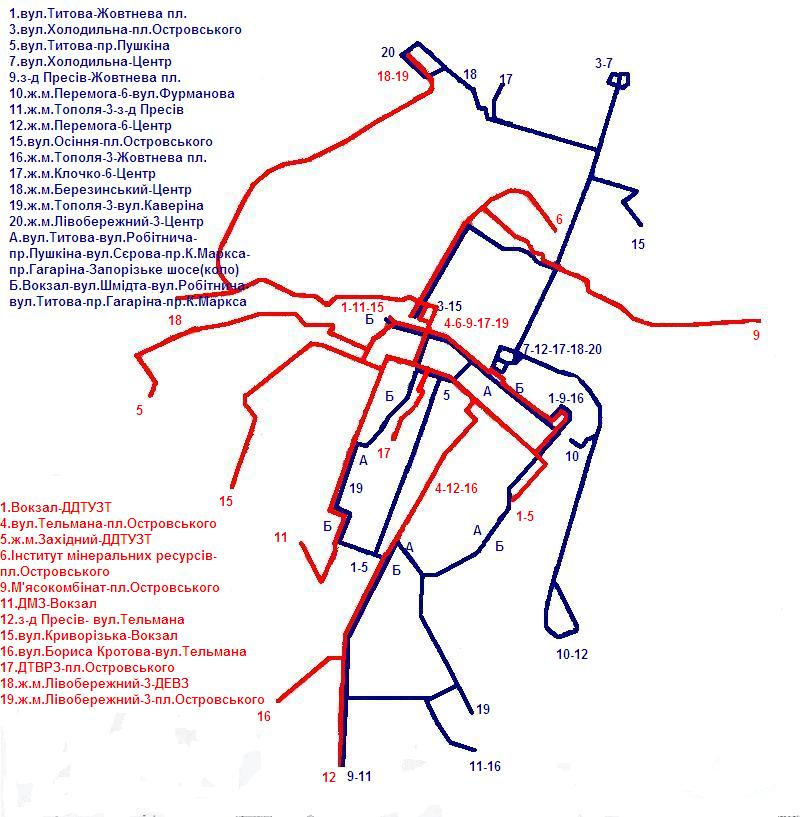
Схема Дніпровського електротранспорту

З 2021 року міський муніципальний транспорт (автобуси, трамваї та тролейбуси) мають власне брендування, внаслідок чого отримує власний колір із нанесенням хвилі на борту рухомого складу та логотипу міста Дніпро.
Наприкінці листопада 2021 року у Дніпрі розроблений новий мобільний додаток — «D-Transport», через який є можливість побачити точний рух громадського транспорту міста: тролейбусів, трамваїв, автобусів та метрополітену. Програма стала аналогом додатку «Eway», яка надає послуги в Україні.

## Трамвай

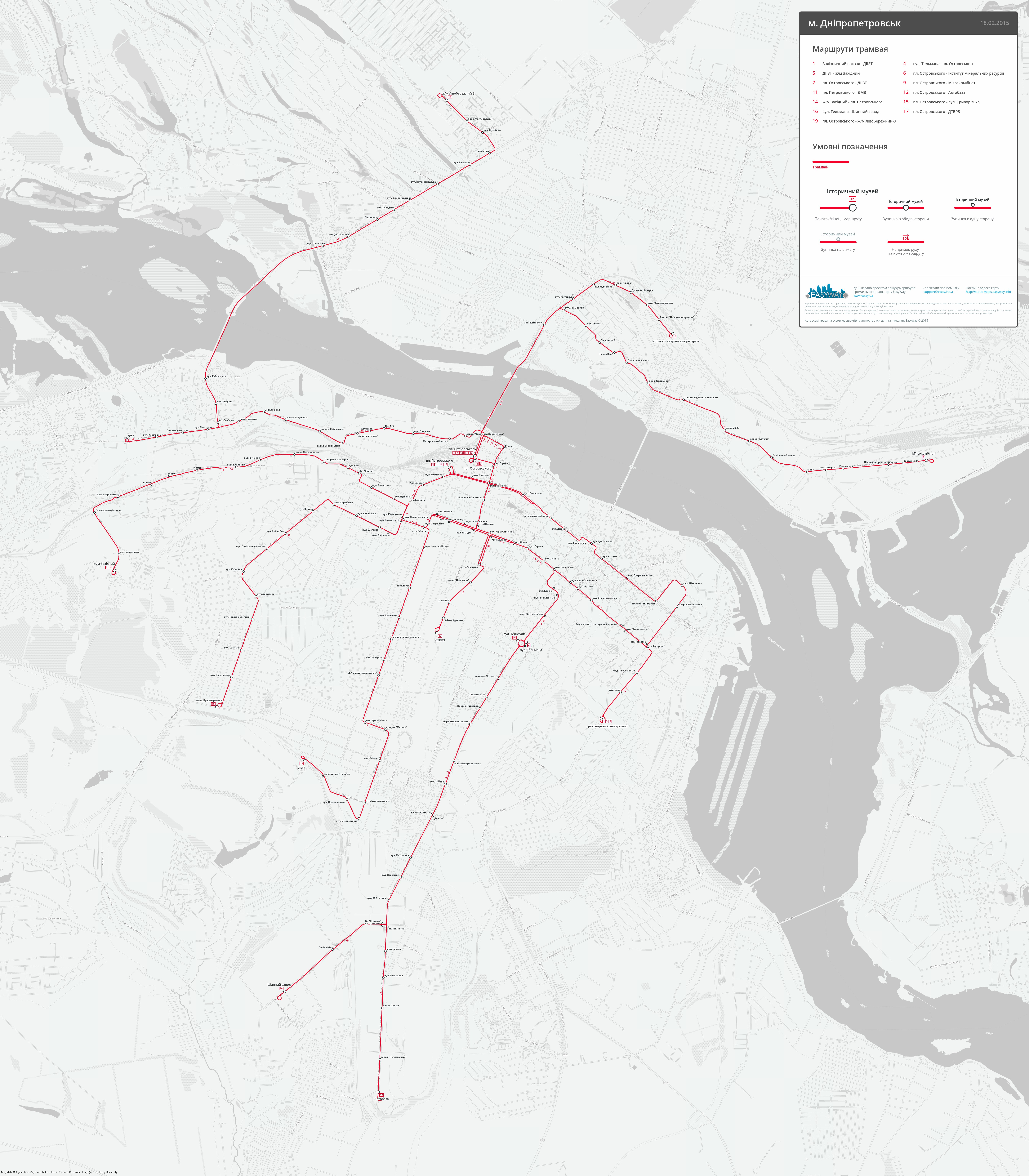
Схема трамвайних маршрутів станом на 2015 рік

У 1897 році Катеринослав став третім містом російської імперії з трамваєм. Золоті роки існування дніпровського трамвая припадають на 1970-1980-ті роки. Трамвай є основним транспортом для підвозу заводських робітників на підприємства міста.
27 травня 2010 року внаслідок сходу першого вагону трамвайного маршруту № 1 загинула одна людина та 13 осіб отримали поранення різного ступеня важкості. Попередні версії аварії — перевищення швидкості водієм та незадовільний стан трамвайного полотна.
Для Дніпра не є рідкісними сходи трамваїв. Стан рухомого складу та трамвайної інфраструктури знаходиться на дуже низькому рівні, проте поступово оновлюється рухомий склад переважно вживаними трамваями з Німеччини. У місті відбувається боротьба власників маршрутних таксі з міським електротранспортом.
Наразі в місті працює 12 (13) трамвайних маршрутів.

## Тролейбус

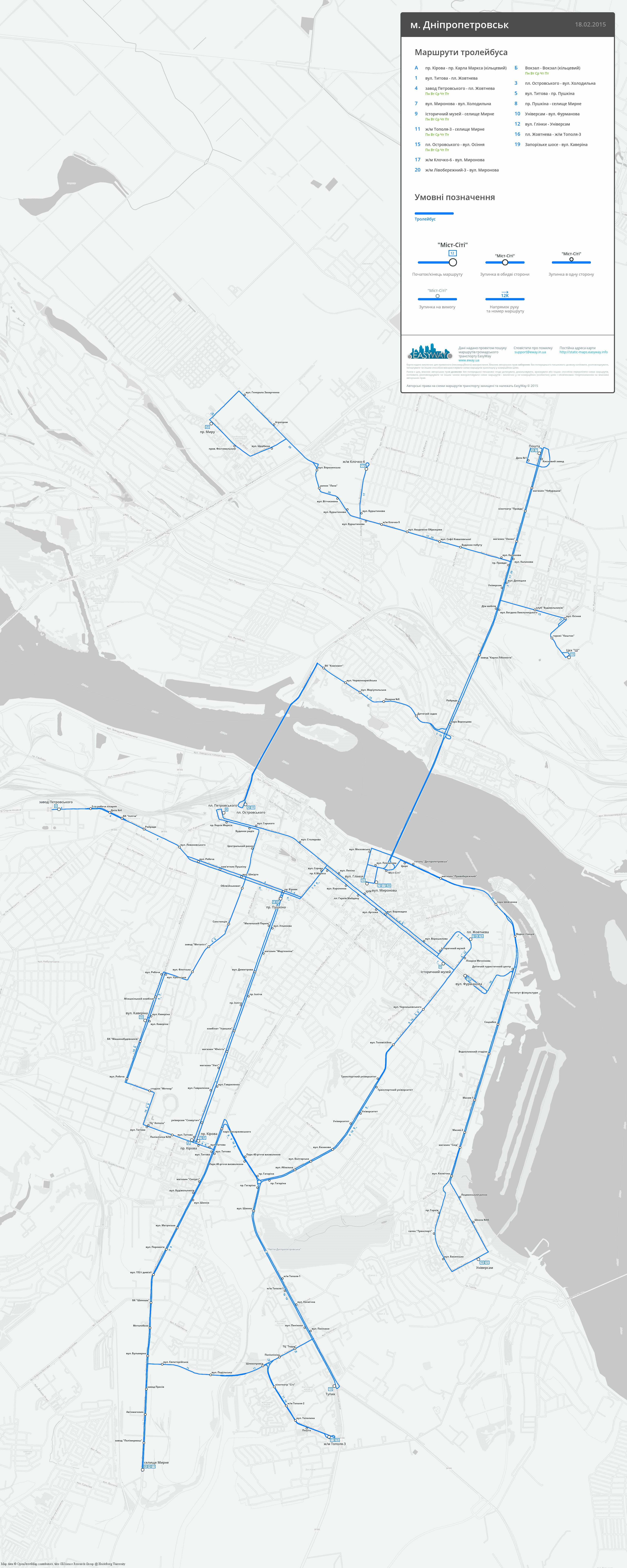
Схема тролейбусних маршрутів станом на 2015 рік

У 1948 році у Дніпрі з'являється перший маршрут тролейбус. У подальші роки тролейбусна система сильно розширилася.
у 1949 році тролейбус пройшов по дерев'яному мосту через річку Дніпро. Наприкінці 1960-х років тролейбусна лінія прокладена через Слобожанський проспект (колишній  — просп. імені газети «Правда»), проспект Олександра Поля (колишній — просп. Кірова), просп. Науки (колишній — просп. Гагаріна), просп. Богдана Хмельницького (колишня — вул. Героїв Сталінграда), вул. Робітничій.
У 1970-х роках маршрути тролейбуса прокладено до масивів Тополя, Перемога. У 1980—1990-х роках прокладені тролейбусні лінії до житлових масивів лівого берегу Калиновський (Клочко-6), Лівобережний-1 (Березинський), Лівобережний-3. З початком перебудови починається період нестабільності.
Наразі в місті діють 21 тролейбусних маршрутів.

## Маршрутне таксі
Основним видом міського пасажирського транспорту Дніпра є маршрутне таксі, маршрути яких прокладені по всій території міста. Для багатьох районів Дніпра маршрутне таксі є єдиним видом міського транспорту, а в інших складає дуже сильну конкуренцію для електротранспорту.

## Метрополітен

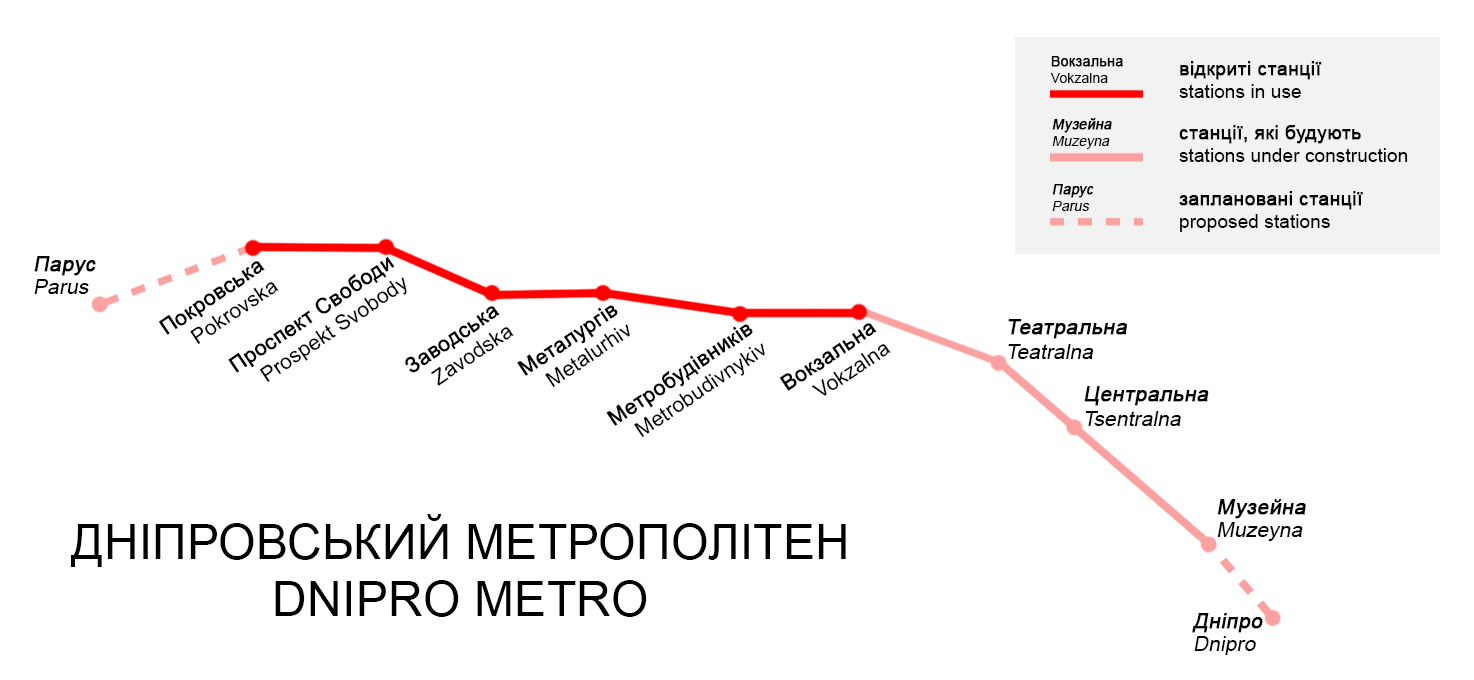
Схема Дніпровського метрополітену

Дніпровський метрополітен — один з найкоротших в Європі, який складається з 6 станцій, що сполучає центральний залізничний вокзал Дніпра із західною промисловою зоною та житловими масивами Червоний Камінь та Покровський.

## Залізничний транспорт

Залізничні вокзали Дніпра
Дніпро-Головний
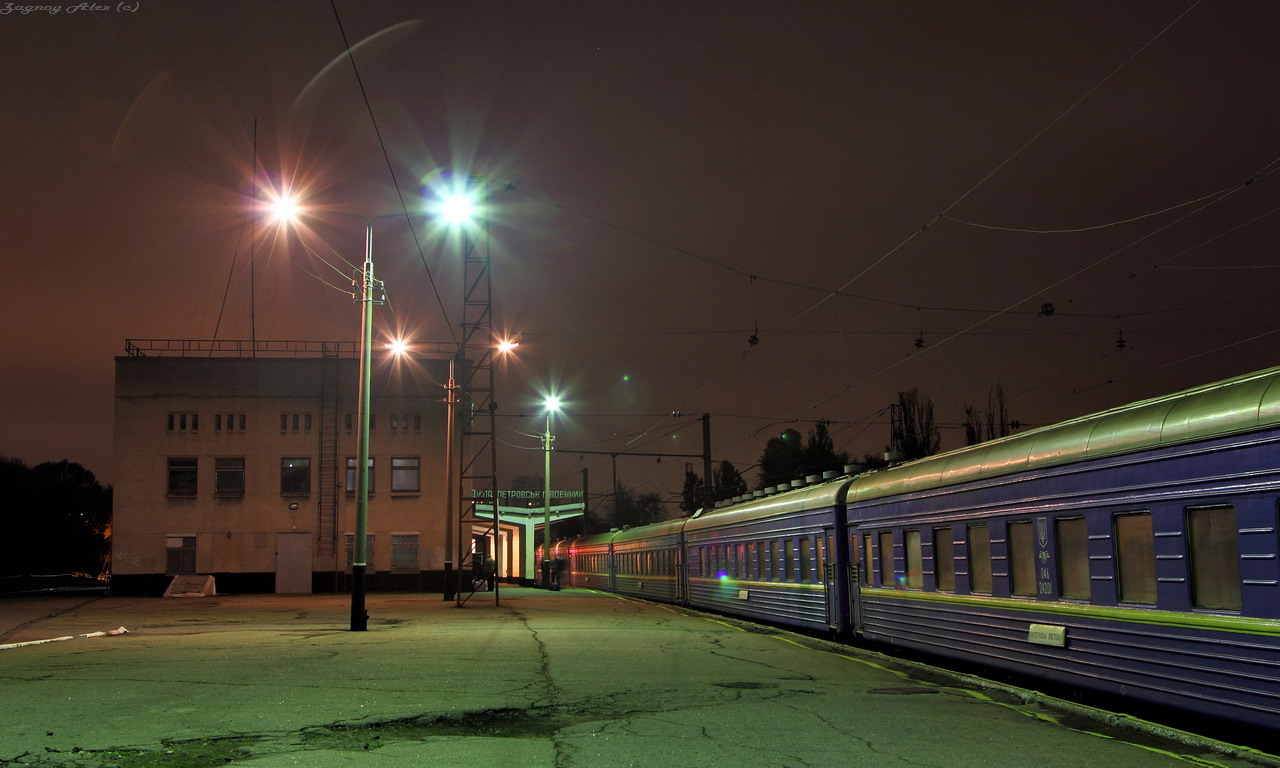
Дніпро-Лоцманська

Дніпро — великий залізничний вузол України. Дніпро — центр Придніпровської залізниці. Основними транспортними потоками, що пролягають через Дніпро є напрямки Донбас — Західна Україна, Київ — Сімферополь та Дніпро — Харків.
Через Дніпро курсують швидкісні поїзди категорії «Інтерсіті+»:
- Київ — Дніпро — Запоріжжя;
- Київ — Дніпро (до 2022 року курсував до станції Покровськ).

Через Дніпро прокладена обхідна кільцева залізниця. На одній стороні знаходиться центральна станція Дніпро-Головний, яка обслуговує всі залізничні рейси приміських та пасажирських поїздів, на іншій — Дніпро-Лоцманська, яка є допоміжною залізничною станцією. Зі станції Дніпро-Лоцманська, переважно, вирушають поїзди місцевого формування. Також через станцію призначається єдиний приміський електропоїзд Кам'янське-Пасажирське — Синельникове I, що не прямує через станцію Дніпро-Головний. Станція обслуговує Мерефо-Херсонську лінію до Апостолового. Пряме залізничне сполучення між станціями Дніпро-Головний та Дніпро-Лоцманська відсутнє.
Найбільші станції на території Дніпра: Сухачівка, Нижньодніпровськ, Нижньодніпровськ-Вузол, Ігрень, Зустрічний.
З 20 грудня 2023 року почав працювати проєкт міської електрички «Dnipro City Express», який призначений для сполучення міста Дніпро з передмістям та містами-сателітами зручним сполученням з використанням оновленого рухомого складу. На першому етапі проєкту «Dnipro City Express» курсуватиме за маршрутом Дніпро — Кам'янське та зупинятиметься на станціях Горяїнове, Діївка, Сухачівка та Запоріжжя-Кам'янське. Електропоїзд розрахований на 1000 пасажирів. Щодоби з Кам'янського до Дніпра й зворотно здійснюють перевезення майже 4 тисячі пасажирів. Час в дорозі поїзда в обох напрямках складає близько 40 хвилин.
З 2024 року з Дніпра призначений новий міжнародний поїзд № 119/120 сполученням Дніпро — Холм.

## Повітряний транспорт

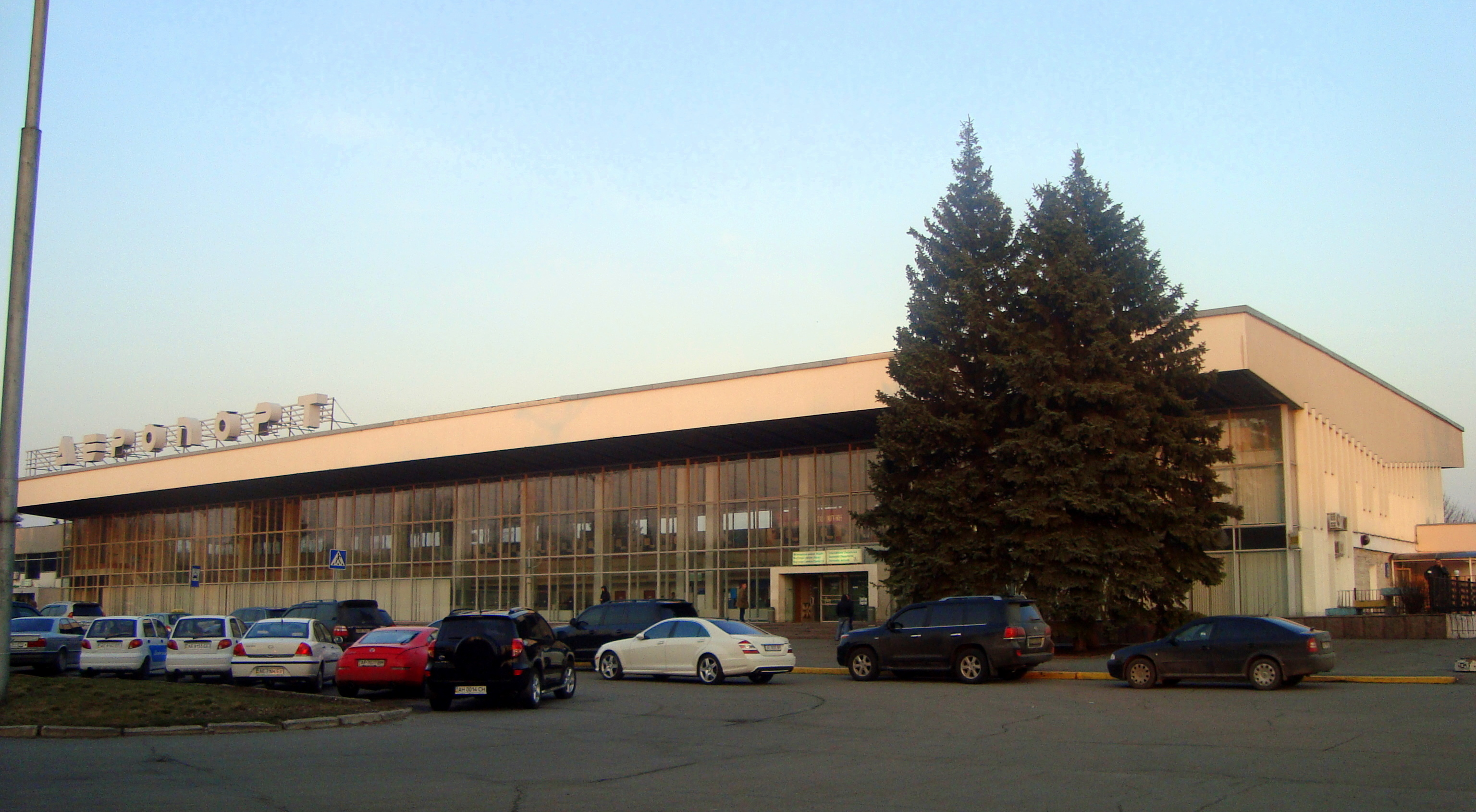
Міжнародний аеропорт «Дніпро»

## Автомобільний транспорт

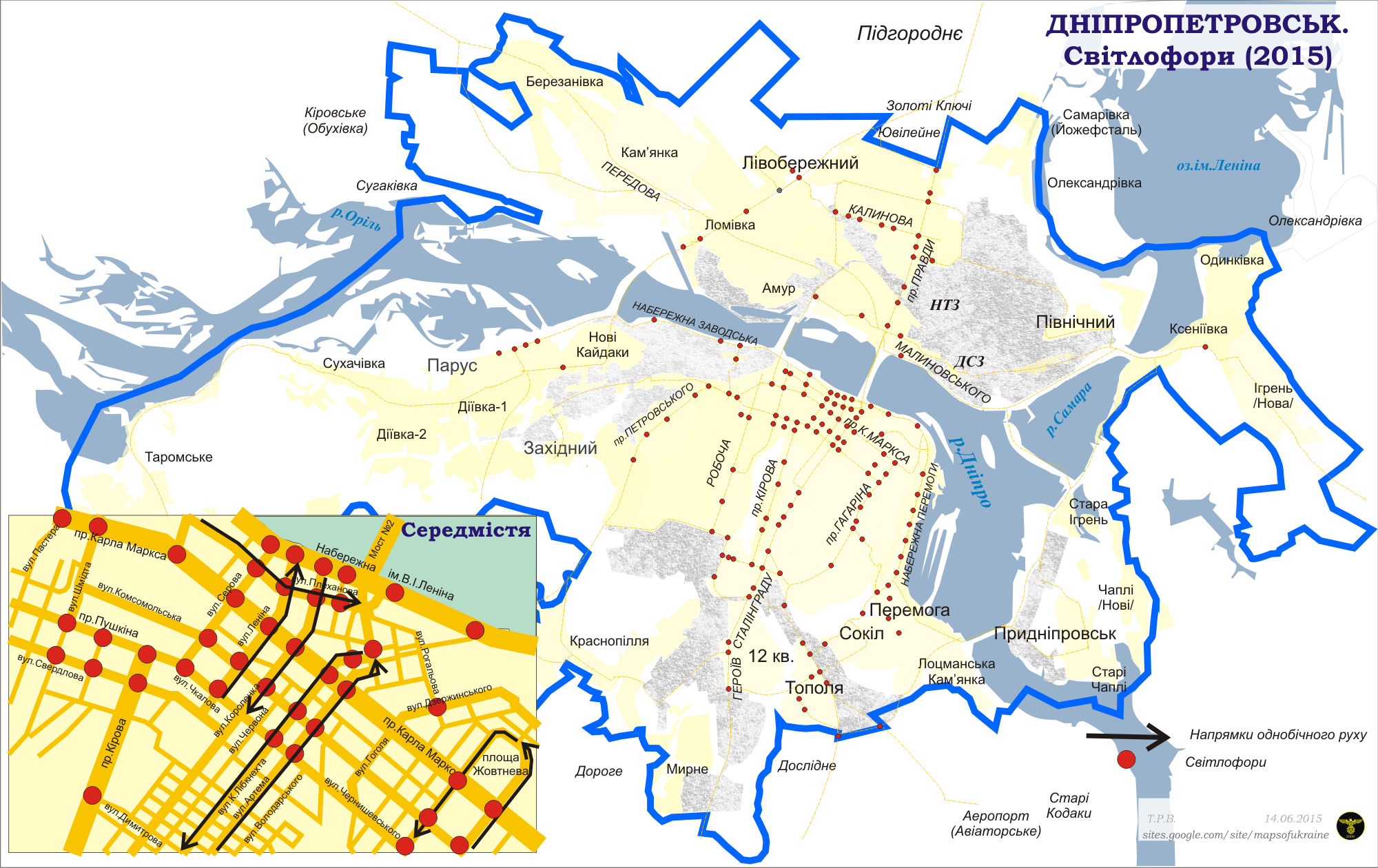
Схема світлофорів у місті Дніпро

Містом пролягають низка важливих автошляхів, серед них М04E50, Н08, Н11.